# Sant Esteve de Múnter
Sant Esteve de Múnter és una església situada al nucli homònim del municipi de Muntanyola (Osona), inclosa a l'Inventari del Patrimoni Arquitectònic de Catalunya.

## Història
El 929 apareixen documentats el lloc de Múnter (Montari) amb la vila i el castell. L'església es documenta l'any 965, quan una dona anomenada Fredesinda i els seus fills vengueren a Odó i la seva muller Ercolda diversos béns situats a la vila de Múnter que afrontaven per llevant amb la casa de Sant Esteve. Les funcions parroquials es documenten el 1119 i es confirmen en les llistes parroquials anteriors a l'any 1154. L'edifici fou renovat el segle xii.
A més de l'altar del patró de l'església s'hi venerava el de Santa Maria, documentat el 1357. En el fogatge de 1553 es registra el rector mossèn Jaume Matha Vacas, que feu reformes a la rectoria, com ho demostra la inscripció a la dovella central dell portal d'entrada  «Matavacas Re. 1568».  L'any 1564 es substituí el retaule de l'altar major, obra de Ramon Puig, per un altre de neoclàssic. La porta d'entrada, emplaçada en el seu lloc primitiu, fou modificada l'any 1613.

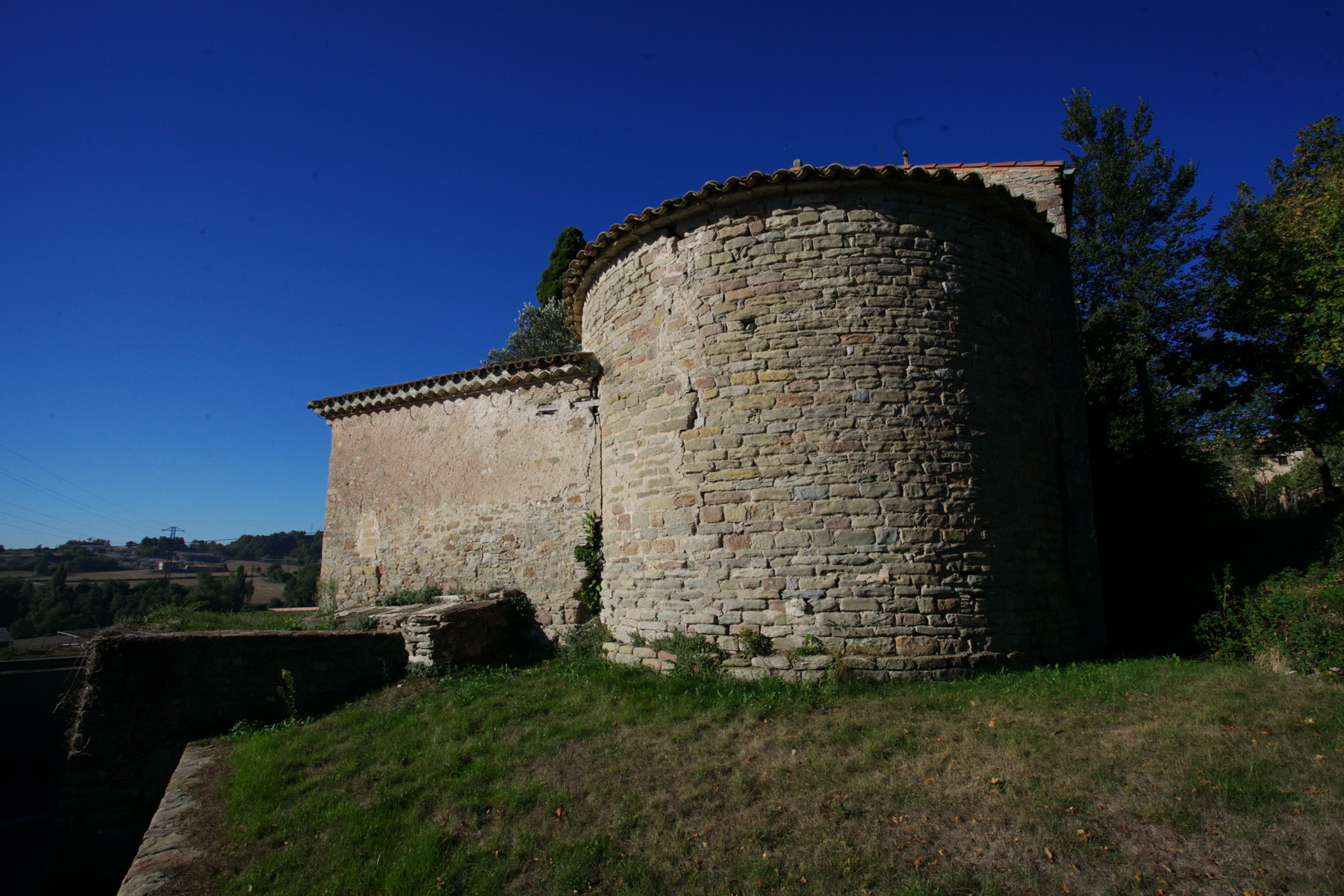
Absis

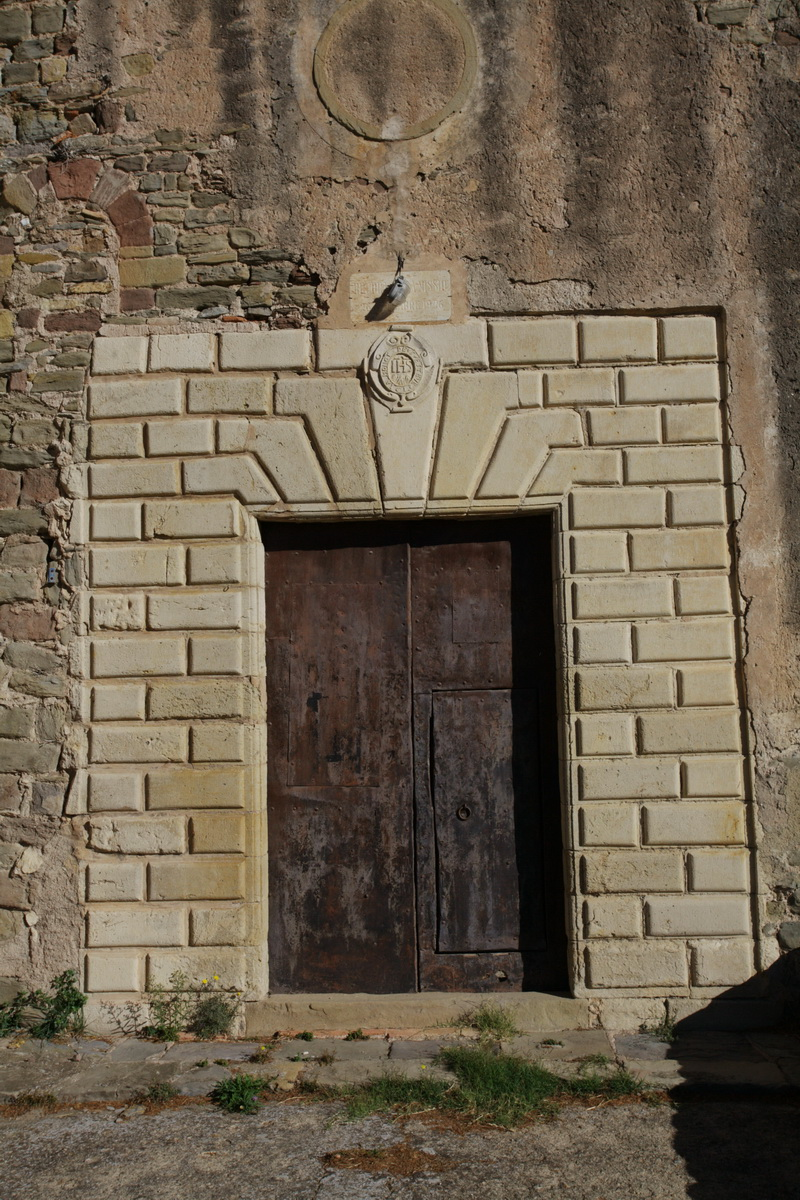
Porta d'entrada amb marc de pedra picada amb despeçat barroc i carreu encoixinat

## Arquitectura
Està situada en mig d'una vall, sobre un rost, encerclada per les muntanyes del Clascar de Malla, serrat del Vilar i el Pla de Tona i és la parròquia d'un grup de masies disperses. És un temple d'una sola nau capçada a llevant per un absis semicircular, en el qual les finestres han estat cegades. En conjunt el temple ha estat molt reformat. Al sud-est de l'absis hi ha afegida una sagristia. Les parets laterals estan desgruixades formant quatre fornícules, dues a cada banda, per a ubicar quatre altars. Les finestres són noves. A la quarta part de la volta de canó pel cantó de ponent es veu un reforçament de volta de punt d'ametlla i unes parets per aguantar el campanar de base quadrada que presenta una configuració barroca, tradicional a la plana de Vic. A la paret del fons hi ha un cos intermedi amb la rectoria que serveix per a comunicar-s'hi i per pujar sobre la volta al peu del campanar. A la paret de migdia hi ha la porta d'entrada rectangular, amb marc de pedra picada amb despeçat barroc i carreu encoixinat, molt curiosa. Les parets de l'absis i el mur de tramuntana són els més sencers i corresponen a l'obra original; el carreu és petit i molt irregular.
El campanar és contemporani de l'església i té la part superior modificada. L'any 1918 s'ensorrà la primitiva coberta, substituïda per una altra que no s'avé amb l'estil original i que exhibeix una part important d'elements abarrocats que no lliguen amb els elements romànics originals.